# Mielno (gemeente)
De gemeente Mielno is een gemeente in powiat Koszaliński. De gemeente bestaat uit 8 administratieve plaatsen solectwo : Chłopy, Gąski, Łazy, Mielenko, Mielno, Niegoszcz, Sarbinowo en Unieście.
De zetel van de gemeente is in Mielno.
Aangrenzende gemeenten:
- Będzino en Sianów (powiat Koszaliński)
- Darłowo (powiat Sławieński)

De gemeente beslaat 3,8% van de totale oppervlakte van de powiat.

## Demografie
De gemeente heeft 7,8% van het aantal inwoners van de powiat.